# Karsten Otte
Karsten Otte (* 1959) ist ein deutscher Jurist, Hochschullehrer an der Universität Mannheim und Direktor bei der Bundesnetzagentur.

## Leben
Otte studierte ab 1979 Rechtswissenschaften an der Universität zu Köln und der Université de Genève. In Köln legte er 1984 sein Erstes Juristisches Staatsexamen ab. Dem schloss er ein Masterstudium an der University of Texas at Austin an, in dessen Rahmen er 1985 den Titel Master of Comparative Jurisprudence (M.C.J) erwarb. Nach seiner Rückkehr nach Deutschland trat er 1986 sowohl eine Stellung als wissenschaftlicher Mitarbeiter am Lehrstuhl für Zivilprozessrecht der Universität Bonn als auch sein Referendariat im Bezirk des OLG Köln an. Dieses schloss er 1989 mit dem Zweiten Juristischen Staatsexamen ab. Im selben Jahr wurde er in Köln unter Betreuung von Alexander Lüderitz mit einer rechtsvergleichenden Arbeit zum Dr. iur. promoviert. Anschließend war Otte als geschäftsführender wissenschaftlicher Assistent am Kölner Institut für internationales und ausländisches Privatrecht, bis er sich 1996 ebenfalls unter Lüderitz’ Betreuung habilitierte und die Venia legendi für die Fächer Bürgerliches Recht, Zivilprozessrecht, Wirtschaftsrecht,  Internationales Privatrecht und Rechtsvergleichung erhielt. 
Es folgten von 1996 bis 2001 Lehrstuhlvertretungen an den Universitäten Leipzig, Heidelberg, München, Frankfurt am Main und Mannheim. Von Juli 2001 bis Oktober 2006 hatte Otte als Ordinarius den Lehrstuhl für Europäisches Transport- und Verkehrsrecht, Bürgerliches Recht, Internationales Privat- und Zivilverfahrensrecht an der Universität Mannheim inne (Wilhelm-Müller-Stiftungsprofessur). Ab 2002 war er zudem Direktor des Mannheimer Instituts für Binnenschifffahrtsrecht. Im März 2006 erhielt er eine Honorarprofessur der Universität Odessa. Im Oktober 2006 gab Otte seine ordentliche Professur in Mannheim auf und wurde Direktor an der Bundesnetzagentur und Leiter der dortigen Abteilung Eisenbahnregulierung. Seitdem ist er zudem außerplanmäßiger Professor  am Institut für Transport- und Verkehrsrecht der Universität Mannheim. Von September 2016 bis April 2019 war er zugleich mit der vorläufigen Wahrnehmung des Vorsitzes der Beschlusskammer Eisenbahn betraut.

## Werke
Ottes Forschungsschwerpunkte lagen vor allem im Internationalen Zivilverfahrensrecht, im Transportrecht und in der Rechtsvergleichung
- Marktanteilshaftung: Rechtsvergleich und Alternativen im US-amerikanischen und deutschen Recht. Duncker & Humblot, Berlin 1990, ISBN 978-3-428-06711-4 (Dissertation).
- Umfassende Streitentscheidung durch Beachtung von Sachzusammenhängen: Gerechtigkeit durch Verfahrensabstimmung? Mohr Siebeck, Tübingen 1998, ISBN 978-3-16-146887-2 (Habilitationsschrift).